# 光善寺 (北海道松前町)
光善寺（こうぜんじ）は、北海道松前町にある浄土宗の寺院。山号は高徳山。

## 概要
光善寺は、初め高山寺と称し、1533年（天文2年）、順譽了圓（じゅんよりょうえん）和尚により開山した。のちに、高徳山光善寺と寺号を改めた。1808年（文化5年）、1837年（天保8年）、1903年（明治36年）の3度にわたる火災により、建物の大半を失ったが、1760年（宝暦10年）建造の仁王門、1847年（弘化4年）建造の山門が現存する。
本尊の木像阿弥陀如来立像は、平安時代末期の作。境内には、樹齢280年ともいわれる血脈桜（けちみゃくざくら）、源義経北行伝説にまつわる義経山の碑がある。

## 所在地及び交通手段
- 所在地：北海道松前郡松前町松城303
- JR海峡線 木古内駅からバスで約1時間40分。バス停「松城」下車、徒歩約10分。